# Roman Röösli
Roman Röösli (Neuenkirch, 22 de septiembre de 1993) es un deportista suizo que compite en remo.
Participó en tres Juegos Olímpicos de Verano, obteniendo una medalla de bronce en París 2024, en la prueba de dos sin timonel, el séptimo lugar en Río de Janeiro 2016 (cuatro scull) y el quinto en Tokio 2020 (doble scull).
Ganó dos medallas en el Campeonato Mundial de Remo, en los años 2018 y 2023, y seis medallas en el Campeonato Europeo de Remo entre los años 2017 y 2024.

## Palmarés internacional
| Juegos Olímpicos   | Juegos Olímpicos         | Juegos Olímpicos  | Juegos Olímpicos |
| Año                | Lugar                    | Medalla           | Prueba           |
| ------------------ | ------------------------ | ----------------- | ---------------- |
| 2024               | París (Francia)          | Medalla de bronce | Dos sin timonel  |
| Campeonato Mundial |                          |                   |                  |
| Año                | Lugar                    | Medalla           | Prueba           |
| 2018               | Plovdiv (Bulgaria)       | Medalla de plata  | Doble scull      |
| 2023               | Belgrado (Serbia)        | Medalla de oro    | Dos sin timonel  |
| Campeonato Europeo |                          |                   |                  |
| Año                | Lugar                    | Medalla           | Prueba           |
| 2017               | Račice (República Checa) | Medalla de bronce | Doble scull      |
| 2018               | Glasgow (Reino Unido)    | Medalla de bronce | Scull individual |
| 2019               | Lucerna (Suiza)          | Medalla de plata  | Doble scull      |
| 2020               | Poznań (Polonia)         | Medalla de plata  | Doble scull      |
| 2023               | Bled (Eslovenia)         | Medalla de oro    | Dos sin timonel  |
| 2024               | Szeged (Hungría)         | Medalla de plata  | Dos sin timonel  |